# Tumua Anae
Tumuaialii "Tumua" Anae, född 16 oktober 1988 i Honolulu, är en amerikansk vattenpolomålvakt.
Anae har ingått i USA:s damlandslag i vattenpolo vid olympiska sommarspelen 2012 och Panamerikanska spelen 2011. Hon studerade vid University of Southern California. Anae är mormon.